# Departamento de Seguridad Pública de Utah
El Departamento de Seguridad Pública de Utah (Utah Department of Public Safety) es un departamento del gobierno de Utah. Tiene su sede en Salt Lake City. A partir de 2015 Keith D. Squires es el comisionado.